# Doddabbigere, Channagiri
Doddabbigere là một làng thuộc tehsil Channagiri, huyện Davanagere, bang Karnataka, Ấn Độ.